# ابو ردیس
ابو ردیس (به عربی: أبو ردیس) در مصر است که در استان سینای جنوبی واقع شده‌است.

## خصوصیات
ابو ردیس ۲٬۴۰۰ کیلومترمربع مساحت دارد.